# Provinz Tizi Ouzou
Die Provinz Tizi Ouzou (arabisch ولاية تيزي وزو, DMG Tīzī Wazū, tamazight ⴰⴳⴻⵣⴷⵓ ⵏ ⵜⵉⵣⵉ ⵡⴻⵣⵣⵓ Agezdu n Tizi Wezzu) ist eine Provinz (wilaya) im nördlichen Algerien.
Die Provinz umfasst das Kerngebiet der Region Kabylei, sie liegt an der Mittelmeerküste östlich der Hauptstadt Algier und hat eine Fläche von 2592 km².
Die Bevölkerung besteht zum größten Teil aus Kabylen, gesprochen wird die Berbersprache Kabylisch. Insgesamt rund 1.167.000 Menschen (Schätzung 2006) wohnen in der Provinz, die Bevölkerungsdichte beträgt somit rund 451 Einwohner pro Quadratkilometer.
Hauptstadt der Provinz ist Tizi Ouzou.